# Saber Interactive
Pour les articles homonymes, voir Saber.
Saber Interactive est un studio de développement de jeux vidéo fondé en 2001 à Saint-Pétersbourg (Russie) et basé à Maplewood (New Jersey)[Quand ?]. Il comprend aussi des studios de développement à Madrid, Porto, Minsk, Saint-Pétersbourg et Sundsvall. Fondée par Andrey Iones, Matthew Karch et Anton Krupkin. Le 19 février 2020, Embracer Group, maison mère de THQ Nordic et de Koch Media, rachète le studio pour un montant de 525 millions de dollars. La société est actuellement contrôlée par la société d'investissement de Karch, Beacon Interactive, créée en 2024,. Embracer a cessé toutes ses opérations en Russie dans le cadre de la vente de Saber.

## Ludographie
| Année            | Titre                             | Plate(s)-forme(s)                                                              | Éditeur(s)             | Réf.   |
| ---------------- | --------------------------------- | ------------------------------------------------------------------------------ | ---------------------- | ------ |
| 2003             | Will Rock                         | Windows                                                                        | Ubisoft                | [ 7 ]  |
| 2007             | TimeShift                         | Windows, PlayStation 3, Xbox 360                                               | Sierra Entertainment   | [ 8 ]  |
| 2011             | Battle: Los Angeles               | Windows, PlayStation 3, Xbox 360                                               | Konami                 | [ 9 ]  |
| 2011             | Halo: Combat Evolved Anniversary  | Xbox 360                                                                       | Microsoft Game Studios | [ 10 ] |
| 2012             | Inversion                         | Windows, PlayStation 3, Xbox 360                                               | Namco Bandai Games     | [ 11 ] |
| 2013             | God Mode                          | Windows, PlayStation 3, Xbox 360                                               | Atlus                  | [ 12 ] |
| 2013             | R.I.P.D. The Game                 | Windows, PlayStation 3, Xbox 360                                               | Atlus                  | [ 13 ] |
| 2014             | Halo: The Master Chief Collection | Xbox One                                                                       | Microsoft Game Studios | [ 10 ] |
| 2015             | Halo Online (en)                  | Windows                                                                        | Innova Systems         | [ 14 ] |
| 2017             | MX Nitro                          | Windows, PlayStation 4, Xbox One                                               | Miniclip               | [ 15 ] |
| 2017             | Quake Champions                   | Windows                                                                        | Bethesda Softworks     | [ 16 ] |
| 2017             | NBA Playgrounds                   | Windows, PlayStation 4, Xbox One, Nintendo Switch                              | Mad Dog Games          | [ 17 ] |
| 2017             | MudRunner                         | Windows, PlayStation 4, Xbox One, Nintendo Switch, Android, iOS                | Focus Home Interactive |        |
| 2018             | Shaq Fu: A Legend Reborn (en)     | Windows, PlayStation 4, Xbox One, Nintendo Switch                              |                        | [ 17 ] |
| 2019             | World War Z                       | Windows, PlayStation 4, Xbox One                                               | Focus Home Interactive | [ 17 ] |
| 2019             | Call of Cthullhu                  | Nintendo Switch                                                                | Focus Home Interactive |        |
| 2019             | Vampyr                            | Nintendo Switch                                                                | Focus Home Interactive |        |
| 2019             | The Witcher 3: Complete Edition   | Nintendo Switch                                                                | CD Projekt             |        |
| 2020             | Crysis Remastered                 | Windows, PlayStation 4, Xbox One, Nintendo Switch                              | Crytek                 | [ 18 ] |
| 2020             | SnowRunner                        | Windows, PlayStation 4 et 5 , Xbox One et Series                               | Focus Home Interactive | [ 17 ] |
| 2021             | Evil Dead: The Game               | Windows, Playstation 5, Xbox Series                                            | Boss Team Games        |        |
| 2024             | Expeditions: A MudRunner Game     | Windows, Nintendo Switch, PlayStation 4, PlayStation 5, Xbox One, Xbox Series. | Focus Entertainment    |        |
| 2024             | Warhammer 40,000: Space Marine 2  | Windows, PlayStation 5, Xbox Series                                            | Focus Entertainment    |        |
| 2025             | RoadCraft                         | Windows, PlayStation 5, Xbox Series                                            | Focus Entertainment    | [ 19 ] |
| En développement | Jurassic Park: Survival           | Windows, PlayStation 5, Xbox Series                                            | Universal Pictures     |        |